# Teateråret 1883

## Händelser

### Juli
- 1 juli – Anders Willman efterträder Henrik Westin som chef för de kungliga teatrarna.[1]

### Okänt datum
- Anne Charlotte Lefflers pjäs Peg Woffington repeteras för att sättas upp på Nya Teatern. Planerna slopas och pjäsen förblir ospelad.[2]

## Årets uppsättningar

### Januari
- 22 januari – August Strindbergs pjäs Första varningen har urpremiär på Residenztheater i Berlin.[3]
- 26 januari – Operetten Mam'zell Nitouche uruppförs på Théâtre des Variétés i Paris.

### April
- 13 april – Alfhild Agrells pjäs Småstadslif har urpremiär på Södra teatern i Stockholm.[4]

### Augusti
- 18 augusti – Operetten Mam'zell Nitouche (Lilla helgonet eller Nitouche) har svensk premiär på Djurgårdsteatern.
- 22 augusti – Henrik Ibsens drama Gengångare har svensk (och europeisk) premiär på Helsingborgs stadsteater.[5]

### Oktober
- 15 oktober – Anne Charlotte Lefflers pjäser Sanna kvinnor[6] och En räddande engel har båda urpremiär på Dramaten i Stockholm.[7]

### December
- 22 december – Lycko-Pers resa av August Strindberg har urpremiär på Nya teatern i Stockholm.[8]

## Födda
- 26 mars – Poul Reumert (död 1968), dansk skådespelare.
- 20 april – Alrik Kjellgren (död 1964), svensk skådespelare.

## Avlidna
- 19 juni – Hanna Rosendahl, 39, svensk skådespelare.

### Fotnoter
1. ↑  Johannes Svanberg (1917-1918). Kungl. teatrarne under ett halft sekel 1860-1910: personalhistoriska anteckningar. Stockholm: Nordisk familjebok. sid. 16. Libris 287664
2. ↑  Lauritzen 2012, s. 93, 120, 228
3. ↑  ”Dramawebben”. Arkiverad från originalet den 22 februari 2012. https://web.archive.org/web/20120222142808/http://www.dramawebben.se/pjas/forsta-varningen. Läst 24 mars 2011.
4. ↑  ”Dramawebben”. Arkiverad från originalet den 11 augusti 2010. https://web.archive.org/web/20100811234634/http://www.dramawebben.se/pjas/smastadslif. Läst 23 mars 2011.
5. ↑  ”ibsen.net”. Arkiverad från originalet den 13 februari 2012. https://web.archive.org/web/20120213235604/http://www.ibsen.net/index.gan?id=471&subid=0. Läst 7 augusti 2012.
6. ↑  ”Dramawebben”. Arkiverad från originalet den 11 augusti 2010. https://web.archive.org/web/20100811234247/http://www.dramawebben.se/pjas/sanna-kvinnor. Läst 23 mars 2011.
7. ↑  ”Dramawebben”. Arkiverad från originalet den 11 augusti 2010. https://web.archive.org/web/20100811055954/http://www.dramawebben.se/pjas/en-raddande-engel. Läst 24 mars 2011.
8. ↑  ”Dramawebben”. Arkiverad från originalet den 11 augusti 2010. https://web.archive.org/web/20100811231351/http://www.dramawebben.se/pjas/lycko-pers-resa. Läst 23 mars 2011.